# Carl Suneson

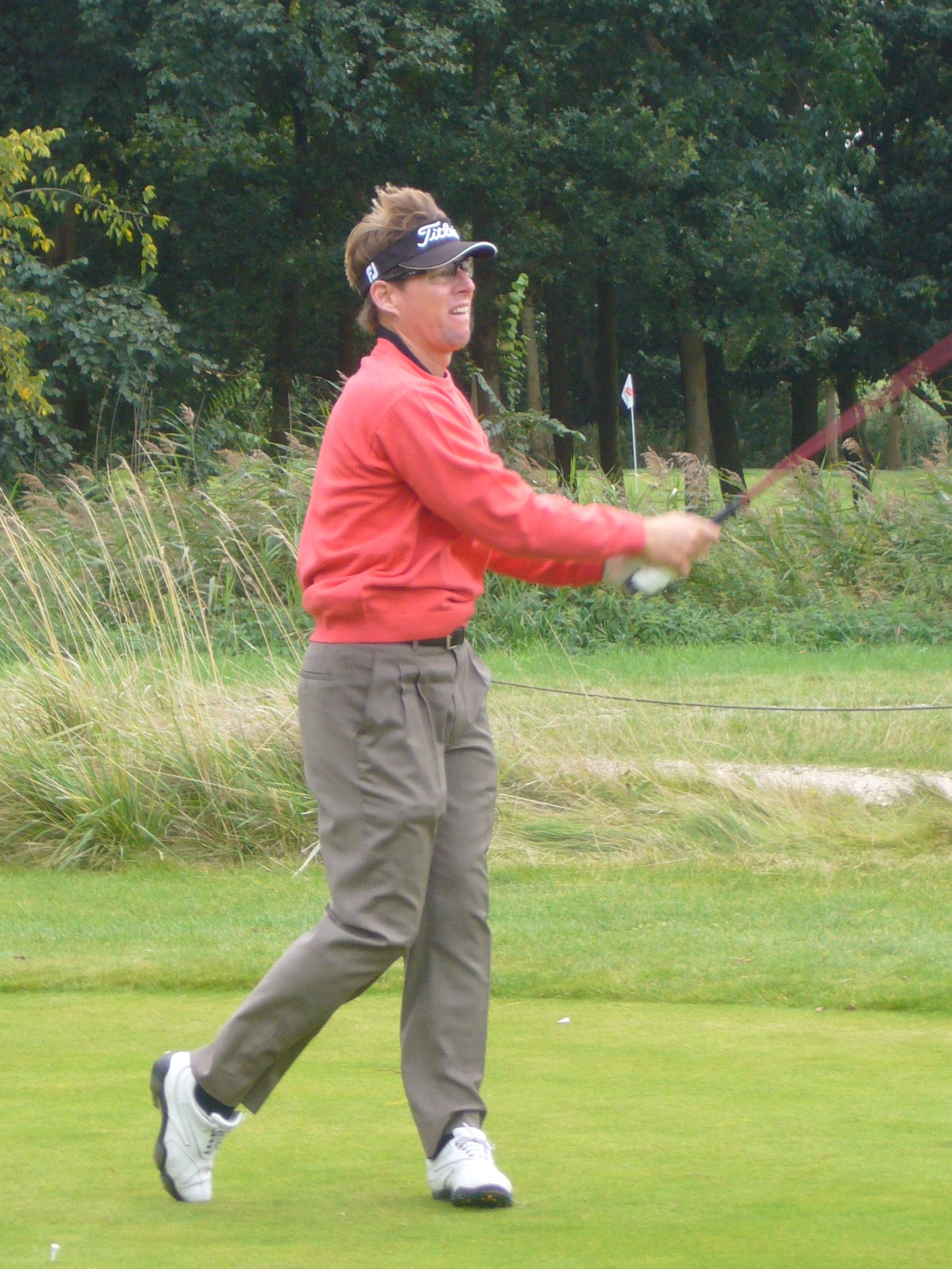
Dutch Futures 2009.

Carl Suneson (Gran Canaria, 22 juli 1967) is een professioneel golfer uit Spanje.
Suneson heeft een Zweedse vader, Gunnar, en een Engelse moeder, Pauline. Zij verhuisden naar een prettiger klimaat, en zo Carl werd in Gran Canaria geboren. 
Suneson heeft gezondheidsproblemen. Hij heeft hyperthyreoïdie en diabetes. Zijn jeugd was daardoor moeilijk, totdat de goede medicijnen werden gevonden.

## Amateur
Suneson ging als Engelsman door het leven. In 1988-1989 zat hij in de nationale jeugd en speelde  amateurswedstrijden. Hij studeerde aan de Universiteit van Oklahoma.

## Professional
In 1989 werd Suneson professional. Hij speelde eerst op de Challenge Tour (CT) en later was hij enkele jaren vast lid van de Europese PGA Tour (ET).

Hij leerde golf spelen van zijn grootvader, Cyril Jewsbury. Toen deze 94 jaar was, won Suneson  na 255 vergeefse pogingen zijn eerste toernooi op de Europese Tour, en droeg deze overwinning aan zijn grootvader op.

In 2003 ging Suneson in de leer bij Jason Floyd, een van de coaches van David Leadbetter.

### Gewonnen

#### Challenge Tour
- 1995: Rolex Pro-Am
- 1999: Rolex Trophy, Comunitat Valenciana Challenge de España, The Beazer Homes Challenge Tour Championship
- 2005: Apulia San Domenico Grand Final

#### Europese Tour
- 2007: Open de Saint Omer

## Nationaliteit
In 1996 nam Suneson de Spaanse nationaliteit aan.